# Święci i błogosławieni zwierzchnicy Kościoła katolickiego

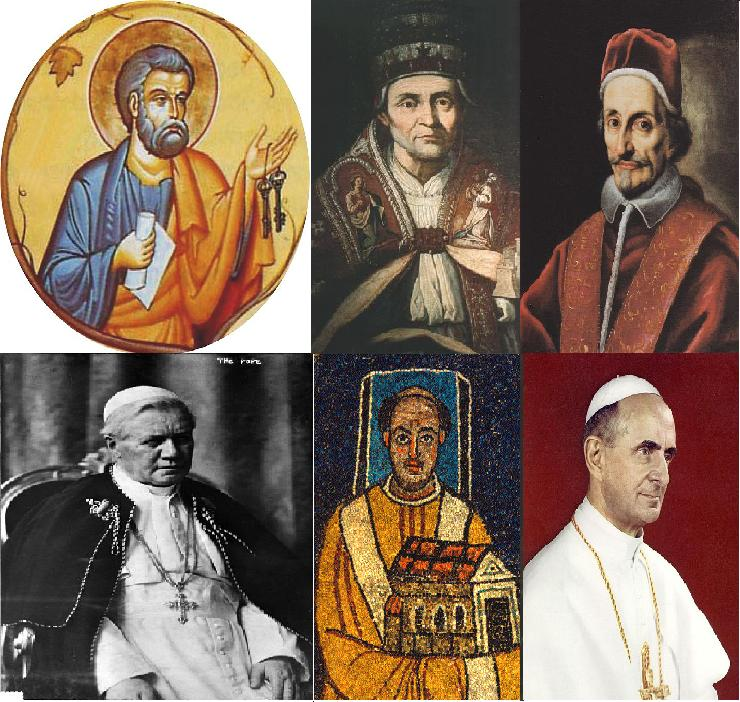
Święci/błogosławieni zwierzchnicy Kościoła katolickiego: Od lewej; św. Piotr, św. Celestyn V, bł. Innocenty XI, św. Pius X, św. Paschalis I, św. Paweł VI

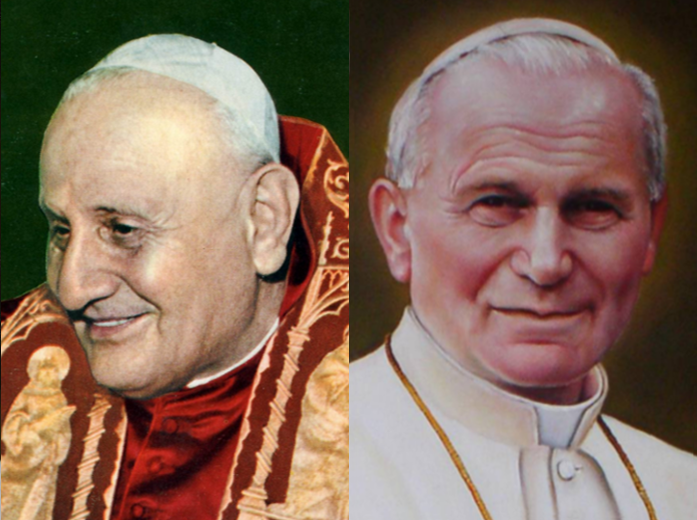
Jan XXIII i Jan Paweł II – pierwsi w historii podwójni kanonizowani papieże

Święci i błogosławieni papieże – biskupi Rzymu uznawani za świętych lub błogosławionych przez Kościół katolicki, lub Cerkiew prawosławną.
Za świętych uznaje się pierwszych 52 papieży: od pierwszego, Piotra Apostoła do Feliksa IV (526-530), z wyjątkiem Liberiusza (poza Kościołem wschodnim) (352-366) i Anastazego II (496-498). Jednocześnie wszyscy papieże, którzy zasiadali na tronie Piotrowym do czasu wydania w 313 przez cesarza Konstantyna edyktu mediolańskiego (kładącego kres prześladowaniom chrześcijaństwa w Cesarstwie Rzymskim) są uznawani za męczenników. Chociaż nie wszyscy z nich rzeczywiście zginęli za wiarę, to jednak tradycja tak stanowi – w sumie 31 papieży, z których ostatnim był św. Euzebiusz (309), który kierował Kościołem zaledwie 4 miesiące i zmarł na wygnaniu na Sycylii.
Kolejnymi wyniesionymi do chwały ołtarzy, byli: św. Agapit (535-536) i jego bezpośredni następca św. Sylweriusz (536-537). Do końca pierwszego tysiąclecia jeszcze 20 innych biskupów Rzymu zostało wyniesionych na ołtarze (od 1234 sformułowano kult, jako beatyfikację i kanonizację); ostatnim był św. Hadrian III (884-885). Świętymi z tego okresu zostali m.in. Grzegorz I (590-604), Marcin I (649-655), męczennik, uprowadzony z Rzymu na rozkaz cesarza wschodniego Konstansa, zamęczony w Chersonezie na Krymie i św. Mikołaj I Wielki (858-867).
W drugim tysiącleciu zaczęto wypracowywać coraz bardziej rygorystyczne i sztywne zasady uznawania za świętych. Po wprowadzeniu w XVII w. obowiązujących do dziś dwóch etapów tej procedury: beatyfikacji i kanonizacji, liczba papieży wyniesionych na ołtarze znacznie zmalała. Pierwszym biskupem Rzymu, ogłoszonym świętym w II tysiącleciu, był Leon IX (1049-1054), po nim Grzegorz VII (1073-1085) ale na następnego trzeba było czekać do końca XIII w. Został nim Celestyn V (1294), pierwszy papież, który ustąpił z urzędu. Do końca drugiego tysiąclecia kanonizowano ponadto dwóch papieży: Piusa V (1566-1572), reformatora Kurii Rzymskiej i głównego realizatora soboru trydenckiego oraz Piusa X (1903-1914).
W tym czasie było jeszcze kilku innych papieży, których uznano za błogosławionych. Są to: Wiktor III (1086-1087), Urban II (1088-1099), Eugeniusz III (1145-1153), Grzegorz X (1271-1276), Innocenty V (1276), Benedykt XI (1303-1304), Urban V (1362-1370).
W XX wieku świętym został ogłoszony Pius X (1903-1914), a błogosławionymi: Innocenty XI (1676-1689), Pius IX (1846-1878) i Jan XXIII (1958-1963). Dwóch ostatnich beatyfikacji dokonał Jan Paweł II, 3 września 2000. Sam Jan Paweł II został wyniesiony na ołtarze 1 maja 2011 przez Benedykta XVI. 27 kwietnia 2014 Franciszek kanonizował w Rzymie Jana XXIII i Jana Pawła II, zaś 19 października beatyfikował Pawła VI. Ten sam papież 14 października 2018 dokonał również kanonizacji Pawła VI, zaś 4 września 2022 dokonał beatyfikacji papieża Jana Pawła I.

## Lista błogosławionych i świętych papieży
| Lp. | Papież (imię łacińskie) | Papież (imię łacińskie)                   | Pontyfikat               | Wyniesieni na ołtarze                        | Wyniesieni na ołtarze                        |
| Lp. | Papież (imię łacińskie) | Papież (imię łacińskie)                   | Pontyfikat               | Beatyfikacja                                 | Kanonizacja                                  |
| 1.  |                         | Piotr (Petrus)                            | 30/33–64/67              | uznany za świętego bez formalnej kanonizacji | uznany za świętego bez formalnej kanonizacji |
| 2.  |                         | Linus (Linus)                             | 64/67–79                 | uznany za świętego bez formalnej kanonizacji | uznany za świętego bez formalnej kanonizacji |
| 3.  |                         | Anaklet (Anacletus)                       | 80–92                    | uznany za świętego bez formalnej kanonizacji | uznany za świętego bez formalnej kanonizacji |
| 4.  |                         | Klemens I (Clemens Primus)                | 92–99                    | uznany za świętego bez formalnej kanonizacji | uznany za świętego bez formalnej kanonizacji |
| 5.  |                         | Ewaryst (Evaristus)                       | 99–108                   | uznany za świętego bez formalnej kanonizacji | uznany za świętego bez formalnej kanonizacji |
| 6.  |                         | Aleksander I (Alexander Primus)           | 108 lub 109–116 lub 119  | uznany za świętego bez formalnej kanonizacji | uznany za świętego bez formalnej kanonizacji |
| 7.  |                         | Sykstus I (Xystus Primus)                 | 117 lub 119–126 lub 128  | uznany za świętego bez formalnej kanonizacji | uznany za świętego bez formalnej kanonizacji |
| 8.  |                         | Telesfor (Telesphorus)                    | 127 lub 128–137 lub 138  | uznany za świętego bez formalnej kanonizacji | uznany za świętego bez formalnej kanonizacji |
| 9.  |                         | Hygin (Hyginus)                           | 138–142 lub 149          | uznany za świętego bez formalnej kanonizacji | uznany za świętego bez formalnej kanonizacji |
| 10. |                         | Pius I (Pius Primus)                      | /142 lub 146–157 lub 161 | uznany za świętego bez formalnej kanonizacji | uznany za świętego bez formalnej kanonizacji |
| 11. |                         | Anicet (Anicetus)                         | 150 lub 157–153 lub 168  | uznany za świętego bez formalnej kanonizacji | uznany za świętego bez formalnej kanonizacji |
| 12. |                         | Soter (Soterius)                          | 162 lub 168–170 lub 177  | uznany za świętego bez formalnej kanonizacji | uznany za świętego bez formalnej kanonizacji |
| 13. |                         | Eleuter (Eleutherius)                     | 171 lub 177–185 lub 193  | uznany za świętego bez formalnej kanonizacji | uznany za świętego bez formalnej kanonizacji |
| 14. |                         | Wiktor I (Victor Primus)                  | 186 lub 189–197 lub 201  | uznany za świętego bez formalnej kanonizacji | uznany za świętego bez formalnej kanonizacji |
| 15. |                         | Zefiryn (Zephirynus)                      | 198–217 lub 218          | uznany za świętego bez formalnej kanonizacji | uznany za świętego bez formalnej kanonizacji |
| 16. |                         | Kalikst I (Callixtus Primus)              | 218–222                  | uznany za świętego bez formalnej kanonizacji | uznany za świętego bez formalnej kanonizacji |
| 17. |                         | Urban I (Urbanus Primus)                  | 222–230                  | uznany za świętego bez formalnej kanonizacji | uznany za świętego bez formalnej kanonizacji |
| 18. |                         | Poncjan (Pontianus)                       | 230–235                  | uznany za świętego bez formalnej kanonizacji | uznany za świętego bez formalnej kanonizacji |
| 19. |                         | Anter (Anterus)                           | 235–236                  | uznany za świętego bez formalnej kanonizacji | uznany za świętego bez formalnej kanonizacji |
| 20. |                         | Fabian (Fabianus)                         | 236–250                  | uznany za świętego bez formalnej kanonizacji | uznany za świętego bez formalnej kanonizacji |
| 21. |                         | Korneliusz (Cornelius)                    | 251–253                  | uznany za świętego bez formalnej kanonizacji | uznany za świętego bez formalnej kanonizacji |
| 22. |                         | Lucjusz I (Lucius)                        | 253–254                  | uznany za świętego bez formalnej kanonizacji | uznany za świętego bez formalnej kanonizacji |
| 23. |                         | Stefan I (Stephanus Primus)               | 254–257                  | uznany za świętego bez formalnej kanonizacji | uznany za świętego bez formalnej kanonizacji |
| 24. |                         | Sykstus II (Xystus Secundus)              | 257–258                  | uznany za świętego bez formalnej kanonizacji | uznany za świętego bez formalnej kanonizacji |
| 25. |                         | Dionizy (Dionysius)                       | 259–268                  | uznany za świętego bez formalnej kanonizacji | uznany za świętego bez formalnej kanonizacji |
| 26. |                         | Feliks I (Felix Primus)                   | 269–274                  | uznany za świętego bez formalnej kanonizacji | uznany za świętego bez formalnej kanonizacji |
| 27. |                         | Eutychian (Eutychianus)                   | 275–283                  | uznany za świętego bez formalnej kanonizacji | uznany za świętego bez formalnej kanonizacji |
| 28. |                         | Kajus (Caius)                             | 283–96                   | uznany za świętego bez formalnej kanonizacji | uznany za świętego bez formalnej kanonizacji |
| 29. |                         | Marcelin (Marcellinus)                    | 296–304                  | uznany za świętego bez formalnej kanonizacji | uznany za świętego bez formalnej kanonizacji |
| 30. |                         | Marceli I (Marcellus Primus)              | 308–09/306-09            | uznany za świętego bez formalnej kanonizacji | uznany za świętego bez formalnej kanonizacji |
| 31. |                         | Euzebiusz (Eusebius)                      | 309                      | uznany za świętego bez formalnej kanonizacji | uznany za świętego bez formalnej kanonizacji |
| 32. |                         | Milcjades (Miltiades)                     | 311–14                   | uznany za świętego bez formalnej kanonizacji | uznany za świętego bez formalnej kanonizacji |
| 33. |                         | Sylwester I (Silvester)                   | 314–35                   | uznany za świętego bez formalnej kanonizacji | uznany za świętego bez formalnej kanonizacji |
| 34. |                         | Marek (Marcus)                            | 336                      | uznany za świętego bez formalnej kanonizacji | uznany za świętego bez formalnej kanonizacji |
| 35. |                         | Juliusz I (Iulius Primus)                 | 337–352                  | uznany za świętego bez formalnej kanonizacji | uznany za świętego bez formalnej kanonizacji |
| 36. |                         | Liberiusz (Liberius)                      | 352–366                  | uznany za świętego bez formalnej kanonizacji | uznany za świętego bez formalnej kanonizacji |
| 37. |                         | Damazy I (Damasus Primus)                 | 366–384                  | uznany za świętego bez formalnej kanonizacji | uznany za świętego bez formalnej kanonizacji |
| 38. |                         | Syrycjusz I (Siricius)                    | 384–399                  | uznany za świętego bez formalnej kanonizacji | uznany za świętego bez formalnej kanonizacji |
| 39. |                         | Anastazy I (Anastasius Primus)            | 399–401                  | uznany za świętego bez formalnej kanonizacji | uznany za świętego bez formalnej kanonizacji |
| 40. |                         | Innocenty I (Innocentius Primus)          | 401–417                  | uznany za świętego bez formalnej kanonizacji | uznany za świętego bez formalnej kanonizacji |
| 41. |                         | Zozym (Zosimus)                           | 417–418                  | uznany za świętego bez formalnej kanonizacji | uznany za świętego bez formalnej kanonizacji |
| 42. |                         | Bonifacy I (Bonifacius Primus)            | 418–422                  | uznany za świętego bez formalnej kanonizacji | uznany za świętego bez formalnej kanonizacji |
| 43. |                         | Celestyn I (Caelestinus Primus)           | 422–432                  | uznany za świętego bez formalnej kanonizacji | uznany za świętego bez formalnej kanonizacji |
| 44. |                         | Sykstus III (Xystus Tertius)              | 432–440                  | uznany za świętego bez formalnej kanonizacji | uznany za świętego bez formalnej kanonizacji |
| 45. |                         | Leon I (Leo Primus Magnus)                | 440–461                  | uznany za świętego bez formalnej kanonizacji | uznany za świętego bez formalnej kanonizacji |
| 46. |                         | Hilary (Hilarius)                         | 461–468                  | uznany za świętego bez formalnej kanonizacji | uznany za świętego bez formalnej kanonizacji |
| 47. |                         | Symplicjusz (Simplicius)                  | 468–483                  | uznany za świętego bez formalnej kanonizacji | uznany za świętego bez formalnej kanonizacji |
| 48. |                         | Feliks III (Felix Tertius)                | 483–492                  | uznany za świętego bez formalnej kanonizacji | uznany za świętego bez formalnej kanonizacji |
| 49. |                         | Gelazjusz I (Gelasius Primus)             | 492–496                  | uznany za świętego bez formalnej kanonizacji | uznany za świętego bez formalnej kanonizacji |
| 50. |                         | Symmach (Symmachus)                       | 498–514                  | uznany za świętego bez formalnej kanonizacji | uznany za świętego bez formalnej kanonizacji |
| 51. |                         | Hormizdas (Hormisdus)                     | 514–523                  | uznany za świętego bez formalnej kanonizacji | uznany za świętego bez formalnej kanonizacji |
| 52. |                         | Jan I (Ioannes Primus)                    | 523–526                  | uznany za świętego bez formalnej kanonizacji | uznany za świętego bez formalnej kanonizacji |
| 53. |                         | Feliks IV (Felix Quartus)                 | 526–530                  | uznany za świętego bez formalnej kanonizacji | uznany za świętego bez formalnej kanonizacji |
| 54. |                         | Agapit (Agapetus Primus)                  | 535–536                  | kanonizowany przez zatwierdzenie kultu       | kanonizowany przez zatwierdzenie kultu       |
| 55. |                         | Sylweriusz (Silverius)                    | 536–537                  | uznany za świętego bez formalnej kanonizacji | uznany za świętego bez formalnej kanonizacji |
| 56. |                         | Grzegorz I (Gregorius Primus)             | 590–604                  | uznany za świętego bez formalnej kanonizacji | uznany za świętego bez formalnej kanonizacji |
| 57. |                         | Adeodat I (Adeodatus Primus)              | 615–618                  | uznany za świętego bez formalnej kanonizacji | uznany za świętego bez formalnej kanonizacji |
| 58. |                         | Marcin I (Martinus)                       | 649–655                  | uznany za świętego bez formalnej kanonizacji | uznany za świętego bez formalnej kanonizacji |
| 59. |                         | Eugeniusz I (Eugenius)                    | 654–657                  | uznany za świętego bez formalnej kanonizacji | uznany za świętego bez formalnej kanonizacji |
| 60. |                         | Witalian (Vitalianus)                     | 657–672                  | uznany za świętego bez formalnej kanonizacji | uznany za świętego bez formalnej kanonizacji |
| 61. |                         | Agaton (Agatho)                           | 678–681                  | uznany za świętego bez formalnej kanonizacji | uznany za świętego bez formalnej kanonizacji |
| 62. |                         | Leon II (Leo Secundus)                    | 682–683                  | uznany za świętego bez formalnej kanonizacji | uznany za świętego bez formalnej kanonizacji |
| 63. |                         | Benedykt II (Benedictus Secundus)         | 684–685                  | uznany za świętego bez formalnej kanonizacji | uznany za świętego bez formalnej kanonizacji |
| 64. |                         | Sergiusz I (Sergius)                      | 687–701                  | uznany za świętego bez formalnej kanonizacji | uznany za świętego bez formalnej kanonizacji |
| 65. |                         | Grzegorz II (Gregorius Secundus)          | 715–731                  | uznany za świętego bez formalnej kanonizacji | uznany za świętego bez formalnej kanonizacji |
| 66. |                         | Grzegorz III (Gregorius Tertius)          | 731–741                  | uznany za świętego bez formalnej kanonizacji | uznany za świętego bez formalnej kanonizacji |
| 67. |                         | Zachariasz (Zacharias)                    | 741–752                  | uznany za świętego bez formalnej kanonizacji | uznany za świętego bez formalnej kanonizacji |
| 68. |                         | Paweł I (Paulus Primus)                   | 757–767                  | uznany za świętego bez formalnej kanonizacji | uznany za świętego bez formalnej kanonizacji |
| 69. |                         | Leon III (Leo Tertius)                    | 795–816                  | kanonizowany w 1693 przez Klemensa X         | kanonizowany w 1693 przez Klemensa X         |
| 70. |                         | Paschalis I (Paschalis Primus)            | 817–824                  | uznany za świętego bez formalnej kanonizacji | uznany za świętego bez formalnej kanonizacji |
| 71. |                         | Leon IV (Leo Quartus)                     | 847–855                  | uznany za świętego bez formalnej kanonizacji | uznany za świętego bez formalnej kanonizacji |
| 72. |                         | Mikołaj I Wielki (Nicolaus Primus Magnus) | 858–867                  | 8 lipca 1883 przez Leona XIII                | 8 lipca 1883 przez Leona XIII                |
| 73. |                         | Hadrian III (Hadrianus Tertius)           | 884–885                  | 2 czerwca 1891 przez Leona XIII              | 2 czerwca 1891 przez Leona XIII              |
| 74. |                         | Leon IX (Leo Nonus)                       | 1049–1054                | uznany za świętego bez formalnej kanonizacji | uznany za świętego bez formalnej kanonizacji |
| 75. |                         | Grzegorz VII (Gregorius Septimus)         | 1073–1085                | 1584 przez Grzegorza XIII                    | 1606 przez Pawła V                           |
| 76. |                         | Wiktor III (Victor Tertius)               | 1086–1087                | 23 lipca 1887 przez Leona XIII               |                                              |
| 77. |                         | Urban II (Urbanus Secundus)               | 1088–1099                | 14 lipca 1881 przez Leona XIII               |                                              |
| 78. |                         | Eugeniusz III (Eugenius Tertius)          | 1145–1153                | 28 grudnia 1872 przez Piusa IX               |                                              |
| 79. |                         | Grzegorz X (Gregorius Decimus)            | 1271–1276                | 1713 przez Klemensa XI                       |                                              |
| 80. |                         | Innocenty V (Innocentius Quintus)         | 1276                     | 1898 przez Leona XIII                        |                                              |
| 81. |                         | Celestyn V (Coelestinus Quintus)          | 1294                     | 1313 przez Klemensa V                        | 1313 przez Klemensa V                        |
| 82. |                         | Benedykt XI (Benedictus Undecimus)        | 1303–1304                | 24 kwietnia 1736 przez Klemensa XII          |                                              |
| 83. |                         | Urban V (Urbanus Quintus)                 | 1362–1370                | 10 marca 1870 przez Piusa IX                 |                                              |
| 84. |                         | Pius V (Pius Quintus)                     | 1566–1572                | 27 kwietnia 1672 przez Klemensa X            | 22 maja 1712 przez Klemensa XI               |
| 85. |                         | Innocenty XI (Innocentius Undecimus)      | 1676–1689                | 7 października 1956 przez Piusa XII          |                                              |
| 86. |                         | Pius IX (Pius Nonus)                      | 1846–1878                | 3 września 2000 przez Jana Pawła II          |                                              |
| 87. |                         | Pius X (Pius Decimus)                     | 1903–1914                | 3 czerwca 1951 przez Piusa XII               | 29 maja 1954 przez Piusa XII                 |
| 88. |                         | Jan XXIII (Ioannes Vicesimus Tertius)     | 1958–1963                | 3 września 2000 przez Jana Pawła II          | 27 kwietnia 2014 przez Franciszka            |
| 89. |                         | Paweł VI (Paulus Sextus)                  | 1963–1978                | 19 października 2014 przez Franciszka        | 14 października 2018 przez Franciszka        |
| 90. |                         | Jan Paweł I (Ioannes Paulus Primus)       | 1978                     | 4 września 2022 przez Franciszka             |                                              |
| 91. |                         | Jan Paweł II (Ioannes Paulus Secundus)    | 1978–2005                | 1 maja 2011 przez Benedykta XVI              | 27 kwietnia 2014 przez Franciszka            |

## Procesy beatyfikacyjne w toku
Obecnie trwają procesy beatyfikacyjne następujących papieży:
| Papież | Papież        | Pontyfikat | Opis | Źródło        |
|        | Benedykt XIII | 1724–1730  | (Vincenzo Maria Orsini, 1650–1730) – ciągnący się od 1755, dwukrotnie przerywany proces beatyfikacyjny został wznowiony 17 stycznia 2004                                        | [ 21 ]        |
|        | Pius VII      | 1800–1823  | (Gregorio Barnaba Chiaramonti, 1742–1823) – proces beatyfikacyjny w diecezji Savona-Noli został otwarty 15 sierpnia 2007 za zgodą papieża Benedykta XVI                         | [ 22 ]        |
|        | Pius XII      | 1939–1958  | (Eugenio Pacelli, 1876–1939) – proces beatyfikacyjny otwarty 18 listopada 1965 przez papieża Pawła VI. 19 grudnia 2009 papież Benedykt XVI ogłosił dekret o "heroiczności cnót" | [ 23 ] [ 24 ] |

## Święci antypapieże
Jedynym antypapieżem, który ostatecznie pojednał się z Kościołem Rzymskim, a później został uznany za świętego (w Kościele katolickim i Cerkwi prawosławnej) jest Hipolit Rzymski (antypapież w latach 217–235).